# Рошковце
Рошковце (словац. Roškovce, русин. Рошківцї) — село и одноимённая община в районе Медзилаборце Прешовского края Словакии. В письменных источниках начинает упоминаться с 1478 года.

## География
Село расположено в восточной части края, к западу от реки Лаборец, при автодороге 3869. Абсолютная высота — 365 метров над уровнем моря. Площадь муниципалитета составляет 12,55 км².

## Население
По данным последней официальной переписи 2021 года, численность населения Рошковце составляла 141 человек.
Динамика численности населения общины по годам:
| Год:                | 1994 | 2004     | 2014     | 2024     |
| ------------------- | ---- | -------- | -------- | -------- |
| Количество человек: | 246  | 217      | 185      | 132      |
| Разница:            |      | −11,78 % | −14,74 % | −28,64 % |

Национальный состав населения (по данным переписи населения 2011 года):
| Национальность | Численность, человек |
| -------------- | -------------------- |
| русины         | 114                  |
| словаки        | 75                   |
| цыгане         | 1                    |
| не указана     | 4                    |
| всего          | 194                  |

По данным переписи 2021 года, в конфессиональном составе населения преобладали греко-католики (94,3 %).